# Mała Bukowa
Mała Bukowa (640 m n.p.m.) – szczyt w Beskidzie Małym, wznoszący się tuż na północny zachód nad przełęczą Beskid (Przełęcz Targanicka). Znajduje się w Paśmie Bukowca, które na Błasiakówce odgałęzia się od głównego grzbietu Beskidu Małego i biegnie w zachodnim kierunku, do Jeziora Czanieckiego. Stok południowo-zachodni opada do doliny potoku Wielka Puszcza w przysiółku Wielka Puszcza należącym do miejscowości Kocierz Rychwałdzki, stok wschodni w widły dwóch potoków będących dopływami Targaniczanki.
W grani pomiędzy Małą Bukową znajdują się jeszcze dwa szczyty (724 i 712,5 m). Na mapie Compassu nie są zaznaczone i nie nadano im nazwy, na mapach Geoportalu mają nazwę Bukowski Groń. Nazwa jest myląca, w tym samym Paśmie Bukowca jest bowiem inny Bukowski Groń.
Nazwa Mała Bukowa używana jest przez miejscową ludność od dawna, a przymiotnik „mała” odróżnia ją od znajdującej się po drugiej stronie przełęczy Wielkiej Bukowej. O ile jednak w państwowym rejestrze nazw geograficznych zachowano nazwę Mała Bukowa, to nazwę Wielka Bukowa zmieniono na Kaprówka.
Mała Bukowa to mało wybitny szczyt. Prowadzi przez niego szlak turystyczny. Szczyt i stok południowo-zachodni jest porośnięty lasem, większa część stoku północno-wschodniego jest bezleśna, zajęta przez pola i zabudowania miejscowości Brzezinka. Na stoku tym, w jednym z domów pod szczytem Małej Bukowej jest gospodarstwo agroturystyczne.
Grzbietem Małej Bukowej biegnie granica między Kocierzem Rychwałdzkim w województwie śląskim (stok południowo-zachodni) i wsią Brzezinka w województwie małopolskim (stok północno-wschodni).
Szlak turystyczny
 Porąbka – Bukowski Groń – Trzonka – Przełęcz Bukowska – Porębski Groń – Mała Bukowa – Przełęcz Targanicka – Capia Górka – Kaprówka – Przełęcz Cygańska – Góra Cygańska – Przełęcz Kocierska. Czas przejścia: 4:10 h, ↓ 3:40 h